# Барб и Звезда едут в Виста-дель-Мар
«Барб и Звезда едут в Виста дель Мар» (англ. Barb and Star Go to Vista Del Mar) — комедия  2021 года  Джоша Гринбаума по сценарию Кристен Уиг и Энни Мумоло, которые также исполняют главные роли. Две подруги отправляются в отпуск на курорт во Флориду,но оказываются вовлечены в череду происшествий, пытаясь остановить злодея угрожающего городу.

## Сюжет
Две лучшие подруги среднего возраста,Барб и Звезда, впервые покидают свой маленький городок Софт-Рок в Небраске и отправляются в отпуск на курорт Виста дель Мар,Флорида. Заселившись в роскошный отель,они пытаются испробовать множество развлечений которые предлагает курорт.
Тем временем, эксцентричная злодейка Шэрон Фишерман  решает воплотить в жизнь зловещий план,чтобы отомстить  жителям за издевательства,которые она перенесла в детстве, из-за бледной и очень чувствительной кожи.  Она собирается выпустить на город смертоносных комаров. Она отправляет своего сообщника и поклонника Эдгар Пэджета в Виста-дель-Мар, чтобы установить там маяк, который привлечет выпущенных комаров, и обещает ему узаконить их отношения в случае успеха.
В баре отеля Эдгар встречает Барб и Звезду,весело проводит с ними время,но теряет микрочип для маяка. Тогда Шэрон отправляет другого  сообщника Дарли Банкла, чтобы передать Эдгару новый чип и следить за ним.
Девушки,понимая что Эдгар нравится им обоим,договариваются не продолжать с ним отношения,чтобы он не вставал между ними. Барб держит слово, а звезда продолжает с ним тайно встречаться и её отношения с Эдгаром  переходят из простого секса в настоящую влюблённость.
Однажды Барб,оставленная своей подругой,убежавшей на тайное свидание, замечает как Звезда и Эдгар занимаются сексом на балконе.Она идёт выяснить отношения с Эдгаром и случайно подслушивает его разговор с Шэрон об их плане. Барб рассказывает об этом подруге, но Звезда считает,что она просто ревнует, в ответ Барб упрекает её во лжи и подруги ссорятся.
Шэрон,используя фотографии сделанные Дарли убеждает Эдгара Пэджета в том что Барб и Звезда - шпионки,которые пытаются помешать их плану и приказывает убить их. Пэджет хватает девушек,но оказывается не в силах их убить. Он оставляет их запертыми в безопасном месте. Подруги сбегают но оказываются пойманными Шэрон. Она заставляет их спрыгнуть  с утёса,но кюлоты надетые на Барб и Стар срабатывают как парашюты и помогают им безопасно приземлиться.Подруги мирятся и идут остановить злодейку.
Эдгар понимает,что Шэрон солгала ему насчёт Барб и Звезда никогда его не любила и готовилась убить.Он встречает девушек,помогает им найти маяк и вступает в бой с Дарли,который  пытается их убить. Барб и Звезда уплывают на гидроцикле с маяком в море,чтобы отвести комаров от города. Шэрон Фишерман настегает их отбирает маяк,но оказывается уже поздно - выпущенные комары нападают на неё саму. А подруги спасаются от комаров под водой и оказываются спасены водным духом Триш.
Они возвращаются на берег, а позже туда прибывает и Шэрон которая приняла противоядие и выжила после укусов. Барб и Звезда понимают что  у Шэрон никогда не было друзей,поэтому она стала такой злой. Они предлагают стать её подругами, а позже к ним присоединяются и другие жители. Это  растапливает сердце злодейки и она добреет. Курорт празднует. А Барб и Звезда катаются на банане,как всегда и хотели.

## В ролях
| Актёр                            | Роль                    |
| -------------------------------- | ----------------------- |
| Кристен Уиг                      | Стар / Шэрон Фишерман   |
| Элизабет Келли                   | юная Шэрон Фишерман     |
| Невада Рене Арнольд              | Шэрон Фишерман в 3 года |
| Энни Мумоло                      | Барб Квиксильвер        |
| Джейми Дорнан                    | Эдгар Пэджет            |
| Дэймон Уэйанс                    | Дарли Банкл             |
| Майкл Хичкок                     | Гэри                    |
| Кваме Паттерсон                  | Джордж бармен           |
| Рейн Дои                         | Йойо                    |
| Венди Маклендон-Кови             | Микки Ревелет           |
| Ванесса Байер                    | Дэбби                   |
| Форчун Феймстер                  | Пинки (мизинец)         |
| Роуз Абду                        | Бев                     |
| Филлис Смит                      | Делорес                 |
| Марк Джонатан Дэвис (Ричард Чиз) | в роли самого себя      |
| Карен Маруяма                    | карикатуристка          |
| Том Ленк                         | Арни                    |
| Энди Гарсиа                      | Томми Багама            |
| Риба Макинтайр                   | Триш                    |
| Иэн Гомес                        | менеджер в магазине     |

## Производство
Фильм был впервые анонсирован в апреле 2019 года,  Энни Мумоло и Кристен Уиг, соавторы сценария, должны были сыграть главных героев, а режиссёром выступить Джош Гринбаум. Уиг и Мумоло также выступили сопродюсерами картины вместе с Джессикой Эльбаум, Уиллом Ферреллом и Адамом Маккеем под  руководством Gloria Sanchez Productions. За дальнейшее распространение ленты отвечала компания Lionsgate.
В июне 2019 года к актёрскому составу фильма присоединился Джейми Дорнан, а в июле 2019 - Венди Маклендон-Кови и Дэймон Уайанс-младший. Изначально не планировалось что Кристен Уиг также сыграет Шэрон,и на эту роль пробовалась Джулия Дэвис.
Съёмки стартовали  в июле и завершились в сентябре 2019 года . Первоначально предполагалось, что производство будет проходить в Атланте,штат Джорджия но было перенесено в  Мексику ( Канкун,Пуэрто-Валларта), и Альбукерке, штат Нью-Мехико, в качестве протеста против законопроекта 481 Палаты представителей Джорджии,который запрещал аборты на сроках больше 6 недель ( после начала сердцебиения плода).
Тизер фильма был выпушен на Youtube 11 января 2021 года.

## Реакция

### Прокат
Распространяясь по системе ВпЗ через цифровые площадки, комедия в первые выходные  занимала третье  место по количеству прокатов на Apple TV  и пятое на Google Play. На второй неделе он опустился на  шестую и седьмую строчку,соответственно. По данным  сервиса boxofficemojo кассовые сборы в Хорватии,Сербии и Черногории,Португалии, Эстонии, Исландии  и Индонезии составили 32 285 долларов США.

### Отзывы  критиков
На сайте Rotten Tomatoes отмечено  что 80% из 176 обзоров критиков были положительными и средняя оценка составляет  6,5/10. 
Консенсус критиков веб-сайта гласит: 

Яркий, красочный и беззастенчиво глупый «Барб и Звезда едут в Виста дель Мар» подтверждает, что Энни Мумоло и Кристен Уиг по-прежнему такие же веселые и забавные, как и всегда
Оригинальный текст (англ.)Bright, colorful, and unabashedly silly, Barb & Star Go to Vista Del Mar reaffirms that Annie Mumolo and Kristen Wiig are still as fun—and funny—as ever.

Metacritic на основании отзывов  30 критиков  выдал фильму средневзвешенную оценку 64/100,охарактеризовав отзывы как  «в целом положительные». 
Фильм также попал в подборку лучших  фильмов 2021 по мнению критиков издания The Hollywood Reporter  ,составленную в июле 2021 года. Дэвид Руни высказался о картине : «Беззастенчиво бредовое веселье в котором дружба проверяется романтикой, приключениями и очень странным злодеем, было именно тем, что нам было нужно в темное время»
Российский кинокритик Станислав Зельвенский включил картину в  топ лучших фильмов 2021 года отметив,что «Барб и Звезда» — это чуть ли не единственный за год фильм, на котором можно было как следует посмеяться.
Еженедельный журнал  Профиль  включил картину в список лучших комедий 2021 года.
Отдельной похвалы  критиков заслужила  актёрская игра и пение Джейми Дорнана, музыкальный номер с чайками,в исполнении которого, называли одним из самых смешных моментов  фильма, а самого актёра - изюминкой киноленты.

## В других медиа
В 2021 году на 78 премии Золотой Глобус  Уиг и Мумоло вручали награду в категории  «Лучший фильм — комедия или мюзикл». На церемонии они появились в образах  главных героинь картины: Барб и Звезды. Этот выход был отмечен,как одно из самых запоминающихся событий церемонии, как модными,так и новостными изданиями.

## Награды и номинации
| Премия                | Дата вручения    | Категория             | Номинанты               | Результат | Источник |
| --------------------- | ---------------- | --------------------- | ----------------------- | --------- | -------- |
| MTV Movie & TV Awards | 16 мая 2021 года | Лучший актёрский дуэт | Кристен Уиг Энни Мумоло | Номинация | [ 22 ]   |